# Nierembergia micrantha
Nierembergia micrantha ist eine Pflanzenart aus der Gattung der Weißbecher (Nierembergia) in der Familie der Nachtschattengewächse (Solanaceae).

## Beschreibung
Nierembergia micrantha ist eine winzige, aufrecht oder niederliegend wachsende krautige Pflanze. Aufsteigende Stängel werden bis zu 20 cm hoch, sie wurzeln nicht. Die Internodien werden bis zu 52 mm lang. Niederblätter und die Keimblätter sind etwa 18 mm lang und 3,5 bis 7 mm breit, höher liegende Blätter sind linealisch und 22 bis 24 mm lang, sowie 1,2 bis 2 mm breit.
Die Blüten stehen an einem etwa 2 mm langen Blütenstiel. Der Kelch ist 12,6 bis 16,4 mm lang und mit linealischen Zipfeln mit einer Länge von 7,4 bis 10 mm besetzt. Die kleinen Krone messen am Kronsaum 7 bis 8 (selten nur 6) mm im Durchmesser, die Kronröhre ist 8 bis 10 mm lang und ist damit kürzer oder genauso lang wie der Kelch. Die Staubblätter sind zusammengeneigt, drei von ihnen sind kürzer, die anderen zwei länger. Die Narbe ist halbmondförmig und wird bis fast auf die Höhe der Staubbeutel von den großen Staubblättern umschlossen.
An der Frucht ist der Kelch stark vergrößert.

## Vorkommen
Die Art kommt im Südosten Brasiliens und im Nordosten Argentiniens vor. Sie wächst in feuchten Senken.

## Systematik und botanische Geschichte
Die Art wurde 1977 von Ángel Lulio Cabrera erstbeschrieben.